# آنا غرين
آنا غرين (بالإنجليزية: Anna Green)‏ (20 أغسطس 1990 بستوكبورت في المملكة المتحدة - ) هي لاعبة كرة قدم نيوزلندية في مركز الدفاع، شاركت في الألعاب الأولمبية الصيفية 2012 والألعاب الأولمبية الصيفية 2008 والألعاب الأولمبية الصيفية 2016. وشاركت مع منتخب نيوزيلندا تحت 20 سنة للسيدات لكرة القدم ‏ ومنتخب نيوزيلندا الوطني لكرة القدم للنساء. أما مع النوادي، فقد لعبت مع لوكوموتيف لايبزيغ ونادي أديلايد يونايتد ونوتس كاونتي وAdelaide United FC (women) ‏ وسيدني إف سي ‏ وFFV Leipzig ‏ وEastern Suburbs AFC ‏ وNotts County Ladies F.C. ‏ وThree Kings United ‏.

## وصلات خارجية
- آنا غرين على موقع الاتحاد الدولي (مؤرشف)  (الإنجليزية)
- آنا غرين على موقع الاتحاد الأوربي (الإنجليزية)
- آنا غرين على موقع قاعدة بيانات كرة القدم.إي يو (الإنجليزية)
- آنا غرين على موقع بيانات كرة القدم. دي إي (الألمانية)
- آنا غرين على موقع Soccerway.com (الإنجليزية)
- آنا غرين على موقع عالم كرة القدم.نت (الإنجليزية)
- آنا غرين على موقع أوليمبيديا (الإنجليزية)
- آنا غرين على موقع اللجنة الأولمبية النيوزيلندية (الإنجليزية)